# Sư đoàn Bộ binh 50 (Đức Quốc Xã)
Sư đoàn Bộ binh 50 (tiếng Đức: 50. Infanterie-Division), là một sư đoàn của quân đội Đức Quốc xã đã tham gia thế chiến thứ hai. Được thành lập vào ngày 26 tháng 8 năm 1939 tại Grenzkommandantur Küstrin.

## Sĩ quan chỉ huy
- Konrad Sorsche, 1 Tháng 9, 1939 – 25 Tháng 10, 1940
- Karl-Adolf Hollidt, 25 Tháng 10, 1940 – 23 Tháng 1, 1942
- August Schmidt, 31 Tháng 1, 1942 – 1 Tháng 3, 1942
- Friedrich Schmidt, 1 Tháng 3, 1942 – 26 Tháng 6, 1943
- Friedrich Sixt, 26 Tháng 6, 1943 – 30 Tháng 4, 1944
- Paul Betz, 30 Tháng 4, 1944 – 9 Tháng 5, 1944
- Georg Haus, 5 Tháng 6, 1944 – 18 Tháng 4, 1945
- Kurt Domansky, 18 Tháng 4, 1945 – 28 Tháng 4, 1945
- Đại tá Ribbert, 28 Tháng 4, 1945 – Tháng 5, 1945

## Biên chế Sư đoàn

### Biên chế Sư đoàn 50 Năm 1939
Trung đoàn Bộ binh 121
Trung đoàn Bộ binh 122
Trung đoàn Bộ binh 123

### Biên chế Sư đoàn 50 Năm 1940
Trung đoàn Bộ binh 121
Trung đoàn Bộ binh 122
Trung đoàn Bộ binh 123
Trung đoàn Pháo binh 150